# The Ranger and the Lady
The Ranger and the Lady è un film del 1940 diretto da Joseph Kane.
È un film western statunitense con Roy Rogers, Julie Bishop e George 'Gabby' Hayes.

## Produzione
Il film, diretto da Joseph Kane su una sceneggiatura di Stuart Anthony e Gerald Geraghty con il soggetto di Bernard McConville, fu prodotto da Kane, come produttore associato, per la Republic Pictures e girato nei Republic Studios a Hollywood in California.

## Colonna sonora
- As Long As We're Dancing - scritta da Peter Tinturin, cantata da Roy Rogers
- Chiquita - scritta da Peter Tinturin, cantata da Roy Rogers

## Distribuzione
Il film fu distribuito negli Stati Uniti dal 30 luglio 1940 al cinema dalla Republic Pictures.
Altre distribuzioni:
- negli Stati Uniti il 1º aprile 1949 (re-release)
- in Brasile (O Cowboy e a Dama)

## Promozione
La tagline è: "A roaring Texas Ranger and an untamed girl...sweethearts of the dangerous young West!".